# Kabinett Barschel I
Das Kabinett Barschel I bildete vom 4. Oktober 1982 bis zum 12. April 1983 die Landesregierung von Schleswig-Holstein.
| Amt                                    | Name                                  | Partei | Partei |
| -------------------------------------- | ------------------------------------- | ------ | ------ |
| Ministerpräsident                      | Uwe Barschel                          |        | CDU    |
| Stellvertreter des Ministerpräsidenten | Henning Schwarz                       |        | CDU    |
| Inneres                                | Karl Eduard Claussen geschäftsführend |        | CDU    |
| Finanzen                               | Rudolf Titzck                         |        | CDU    |
| Wirtschaft und Verkehr                 | Jürgen Westphal                       |        | CDU    |
| Kultus                                 | Peter Bendixen                        |        | CDU    |
| Ernährung, Landwirtschaft und Forsten  | Günter Flessner                       |        | CDU    |
| Justiz                                 | Karl Eduard Claussen                  |        | CDU    |
| Soziales                               | Walter Braun                          |        | CDU    |
| Bundesangelegenheiten                  | Henning Schwarz                       |        | CDU    |